# Novi Mlini
Novi Mlini ( en ucraniano: Нові Млини ) es una localidad ucraniana sede de la comuna de Novi Mlini, Raión de Borzna, Óblast de Chernígov. En el siglo XIX, el pueblo formaba parte del vólost de Shabaliniv, uyezd de Sosnîțea.

## Demografía

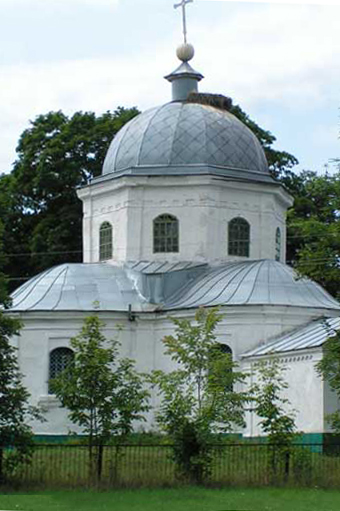
Iglesia de la Sagrada Trinidad en Dorf

Según el censo de 2001, la mayoría de la población de Novi Mlini era de habla ucraniana ( 98,23 %), con una minoría de habla rusa ( 1,66 %). Otras lenguas suman el 0,11 % de la población.